# Marwaniyya
Marwaniyya fou el nom de la branca egípcia de la confraria dels Khalwatiyya.
Porta el seu nom per Marwan ibn Abid al-Mutaal, mort el 1911. Va adoptar el nom el 1912 i va trencar l'enllaç místic amb la Khalwatiyya. Modernament fou una de les confraries oficialment reconegudes a Egipte (1976).